# New Kid in Town
"New Kid in Town" é uma música escrita por Glenn Frey e J.D. Souther, gravada pela banda Eagles.
É o primeiro single do álbum Hotel California. A música foi premiada com um Grammy Awards na categoria "Best Arrangement For Voices".

## Paradas
Singles
| Ano  | Single            | Parada                | Posição |
| ---- | ----------------- | --------------------- | ------- |
| 1977 | "New Kid in Town" | Adult Contemporary    | 2       |
| 1977 | "New Kid in Town" | Country Singles       | 43      |
| 1977 | "New Kid in Town" | Billboard Pop Singles | 1       |